# M. Roma Volley 2011-2012
Questa voce raccoglie le informazioni riguardanti la M. Roma Volley nelle competizioni ufficiali della stagione 2011-2012.

## Organigramma societario
Area direttiva
- Presidente: Massimo Mezzaroma
- Vicepresidente: Valentina Mezzaroma
- Direttore generale: Vittorio Sacripanti
- Segreteria: Alessio Pariboni, Franca Lombardo
- Team manager: Giancarlo Vassallo
- Amministrazione: Simona Zualdi
- Logistica palasport: Andrea Ruggeri
- Logistica: Emanuele Carpentieri

Area tecnica
- Allenatore: Andrea Giani
- Allenatore in seconda: Mauro Budani
- Scout man: Ivan Contrario
- Responsabile settore giovanile: Stefano Brunelli, Mario Bureca, Massimo Montesi, Gianfranco Sacripanti

Area comunicazione
- Ufficio stampa: Gabriele Furia, Silio Rossi, Marco Tavani

Area marketing
- Responsabile marketing: Gabriele Furia, Silio Rossi, Marco Tavani
- Biglietteria: Laura Virtuoso

Area sanitaria
- Responsabile staff medico: Roberto Vannicelli
- Preparatore atletico: Glauco Ranocchi
- Fisioterapista: Andrea Barbi, Filippo D'Elia
- Osteopata: Christian Lamberti
- Ortopedico: Federico Morelli

## Rosa
| N° | Nome                | Ruolo | Data di nascita   | Nazionalità sportiva |
| -- | ------------------- | ----- | ----------------- | -------------------- |
| 1  | Martin Lébl         | C     | 12 aprile 1980    | Rep. Ceca            |
| 2  | Travis Passier      | C     | 26 aprile 1989    | Australia            |
| 3  | Adriano Paolucci    | P     | 11 febbraio 1979  | Italia               |
| 4  | Alessandro Paparoni | L     | 17 agosto 1981    | Italia               |
| 7  | Alessandro Sorgente | L     | 4 dicembre 1993   | Italia               |
| 8  | Gabriele Maruotti   | S     | 25 marzo 1988     | Italia               |
| 9  | Ivan Zaytsev        | S     | 2 ottobre 1988    | Italia               |
| 10 | Dante Boninfante    | P     | 7 marzo 1977      | Italia               |
| 11 | Milan Bencz         | O     | 5 settembre 1987  | Slovacchia           |
| 12 | Leonardo Puliti     | S     | 25 settembre 1991 | Italia               |
| 13 | Mirko Corsano       | L     | 28 ottobre 1973   | Italia               |
| 14 | Giulio Sabbi        | O     | 10 agosto 1989    | Italia               |
| 15 | Alberto Cisolla     | S     | 10 ottobre 1977   | Italia               |
| 18 | Novica Bjelica      | C     | 9 febbraio 1983   | Serbia               |